# Giorgio Gaja
Giorgio Gaja (* 7. Dezember 1939 in Luzern) ist ein italienischer Jurist. Er ist seit 1975 Professor für Völkerrecht an der Universität Florenz und gehörte außerdem von 1999 bis 2011 der Völkerrechtskommission der Vereinten Nationen an. Darüber hinaus fungierte er in fünf Fällen als Ad-hoc-Richter am Internationalen Gerichtshof, dem er von 2012 bis 2021 als regulärer Richter angehörte.

## Leben
Giorgio Gaja wurde 1939 in Luzern geboren und erlangte 1960 an der Universität Rom einen Abschluss in Rechtswissenschaften. Nach Forschungsaufenthalten in Wien, Oxford und Den Haag wirkte er 1962/1963 als wissenschaftlicher Assistent an der Universität Rom, von 1964 bis 1969 an der Universität Camerino und von 1969 bis 1972 erneut an der Universität Rom. 1968 erhielt er die mit der Habilitation vergleichbare Libera docenza für das Fach Völkerrecht. Anschließend fungierte er bis 1972 als Dozent sowie in den Jahren 1972/1973 als außerordentlicher Professor für internationales Privatrecht und in den Jahren 1973/1974 für Völkerrecht an der Universität Camerino. Von 1971 bis 1975 war er außerdem auch als außerordentlicher Professor an der Universität Florenz tätig, an der er seit 1975 ordentlicher Professor für Völkerrecht ist und  von 1978 bis 1981 als Dekan der juristischen Fakultät fungierte. Darüber hinaus unterrichtete er als Gastprofessor an verschiedenen Universitäten in Frankreich und in den USA sowie 1981 als Dozent an der Haager Akademie für Völkerrecht und 2001 am Genfer Hochschulinstitut für internationale Studien.
Im Jahr 1986 war Giorgio Gaja Delegierter Italiens zur Konferenz, auf der das Wiener Übereinkommen über das Recht der Verträge zwischen Staaten und internationalen Organisationen oder zwischen internationalen Organisationen ausgearbeitet wurde. Drei Jahre später vertrat er sein Heimatland in einem Fall vor dem Internationalen Gerichtshof in Den Haag, an dem er später in fünf anderen Fällen auch als Richter ad hoc tätig war. Dabei wurde er in zwei Fällen durch Italien nominiert, in zwei Fällen durch Nicaragua und in einem Fall durch Georgien. Von 1999 bis 2011 gehörte er der Völkerrechtskommission der Vereinten Nationen an. Im November 2011 wurde er zum Richter an den Internationalen Gerichtshof gewählt. Seine turnusgemäß neunjährige Amtszeit begann im Februar 2012.
Giorgio Gaja ist verheiratet und Vater von drei Kindern.

## Auszeichnungen
Giorgio Gaja erhielt 1985 einen Ehrendoktortitel der juristischen Fakultät der Pennsylvania State University und gehört seit 1993 dem Institut de Droit international an.

## Werke (Auswahl)
- L’esaurimento dei ricorsi interni nel diritto internazionale. Mailand 1967
- La deroga alla giurisdizione italiana. Mailand 1971
- La riforma del diritto internazionale privato e processuale. Mailand 1994
- Introduzione al diritto comunitario. Rom 2005